# Cambio climático

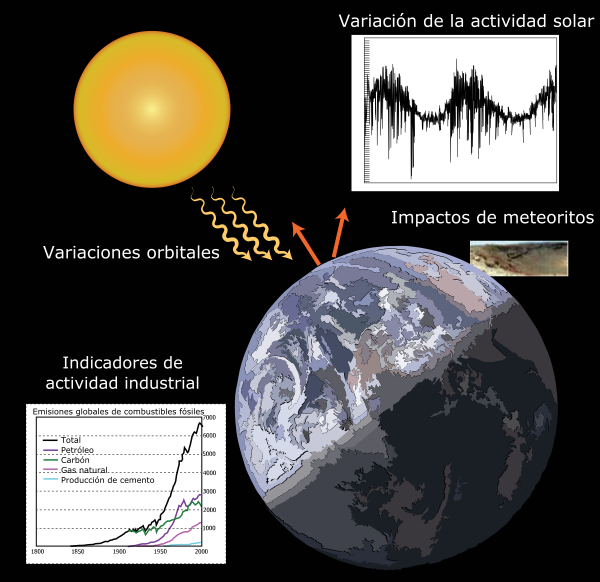
Esquema ilustrativo de los principales factores que afectan a un cambio climático.

Un cambio climático se define como la variación en el estado del sistema climático terrestre, formado por la atmósfera, la hidrosfera, la criosfera, la litosfera y la biosfera, que perdura durante periodos de tiempo suficientemente largos (décadas o más tiempo) hasta alcanzar un nuevo equilibrio. Puede afectar tanto a los valores medios meteorológicos como a su variabilidad y extremos.
Los cambios climáticos han existido desde el inicio de la historia de la Tierra, han sido graduales o abruptos y se han debido a causas diversas, como las relacionadas con los cambios en los parámetros orbitales, variaciones de la radiación solar, la deriva continental, periodos de vulcanismo intenso, procesos bióticos o impactos de meteoritos. El cambio climático actual es antropogénico y se relaciona principalmente con la intensificación del efecto invernadero debido a las emisiones industriales procedentes de la quema de combustibles fósiles.
Los científicos trabajan activamente para entender el clima pasado y futuro mediante observaciones y modelos teóricos. Para ello recopilan un registro climático del pasado remoto de la Tierra basado en la evidencia geológica a partir de sondeos geotécnicos de perfiles térmicos, testigos de hielo, registros de la flora y fauna como crecimiento de anillos de árboles y de corales, procesos glaciares y periglaciares, análisis isotópico y otros análisis de las capas de sedimento y registros de los niveles del mar del pasado. Cualquier variación a largo plazo observado a partir de estos indicadores (proxies) puede indicar un cambio climático.
El registro instrumental provee datos más recientes. Buenos ejemplos son los registros instrumentales de temperatura atmosférica y las mediciones de la concentración de CO2 atmosférico. No debemos olvidar el enorme flujo de datos climatológicos procedente de los satélites en órbita pertenecientes principalmente de los programas de observación de La Tierra de NASA y ESA.
Los modelos de circulación general se utilizan a menudo en los enfoques teóricos para intentar reconstruir los climas del pasado, realizar proyecciones futuras y asociar las causas y efectos del cambio climático.

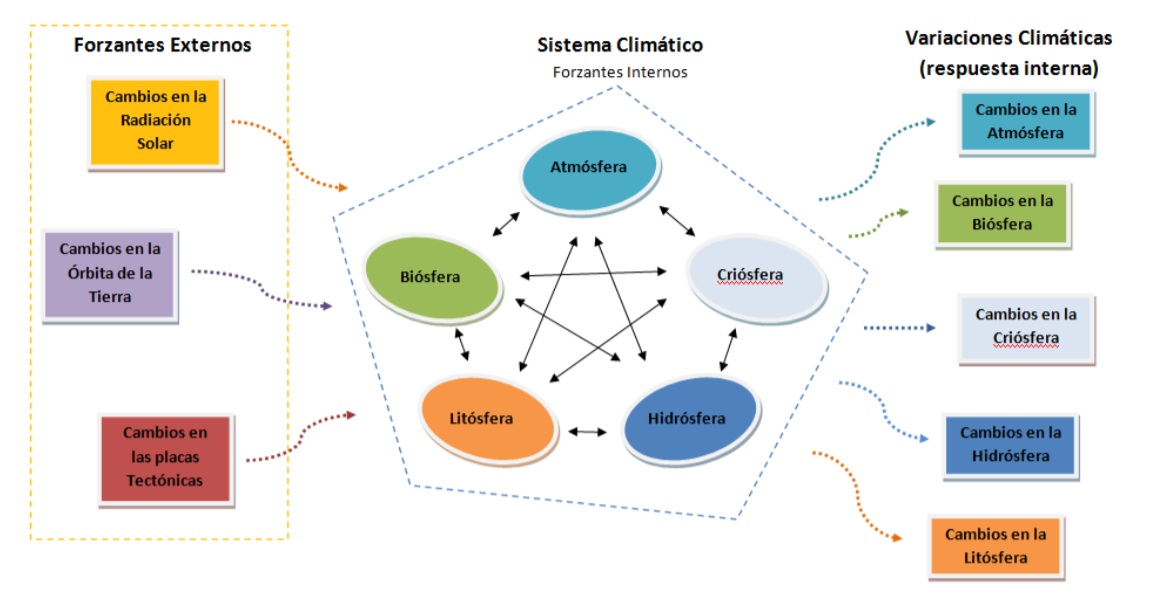
Forzantes internas y externas del sistema climático terrestre.

Los factores externos que pueden influir en el clima son llamados forzamientos climáticos. Los forzamientos climáticos son factores que inciden en el balance de energía del sistema climático, modificando la cantidad de energía que el sistema recibe del Sol o la cantidad de energía que el sistema pierde por emisión desde la Tierra al espacio exterior. Los climatólogos que estudian el cambio climático actual, suelen denominarlos forzamientos radiativos y consideran básicamente cuatro de ellos: la cantidad de la radiación solar en lo alto de la atmósfera (constante solar), el albedo terrestre, la concentración de gases de efecto invernadero y la concentración de aerosoles tanto de procedencia natural, como son los procedentes de erupciones volcánicas, como los de origen antropogénico que proceden de actividades humanas, entre otros.
Los paleoclimatólogos, sin embargo, consideran como forzamientos climáticos externos un rango mucho más amplio de fenomenología extraterrestre que incluyen las variaciones en los parámetros orbitales de la Tierra o la caída de meteoritos. Las variaciones orbitales, por ejemplo, cambian la distribución geográfica y estacional de la radiación solar pero apenas modifican el balance de energía planetario, es decir, no constituyen un forzamiento radiativo relevante. Precisamente, uno de los objetivos de climatólogos y paleoclimatólogos es entender qué mecanismos amplificadores inducen estas variaciones orbitales para explicar los diferentes ciclos glaciales que se han producido en la historia de nuestro planeta.
En cuanto a los procesos internos, desde el punto de vista climatológico se estudia principalmente la variabilidad natural dentro del mismo sistema climático que no provoca cambios en el balance radiativo de la atmósfera. Esta variabilidad se produce como resultado de la interacción dinámica entre la atmósfera y el océano típicamente en escalas temporales de unos años a unas pocas décadas. Los fenómenos más conocidos de esta variabilidad interna son la circulación termohalina y ENSO (El Niño). Así, por ejemplo, los años El Niño, como 1997, se corresponden con temperaturas globales por encima de la media.
Los paleoclimatólogos añaden a los procesos internos aquellos inherentes a la dinámica planetaria que afectan al clima. Estos incluyen la orogénesis (formación de montañas), tectónica de placas, vulcanismo y cambios biológicos a largo plazo, como la evolución de las plantas terrestres. La tectónica de placas junto a la erosión, por ejemplo, puede contribuir, mediante el Ciclo Geoquímico Carbonato-Silicato, al secuestro de CO2, disminuyendo la cantidad de gases de efecto invernadero y disminuyendo por tanto la temperatura global. El vulcanismo masivo y constante devuelve a la atmósfera el dióxido de carbono secuestrado en el manto por los procesos de subducción. Estos procesos actúan en periodos geológicos de entre decenas de miles a varios millones de años.

## Terminología
La definición más general de cambio climático es un cambio en las propiedades estadísticas (principalmente su promedio y dispersión) del sistema climático considerado durante periodos largos de tiempo, independiente de la causa. Por consiguiente, las fluctuaciones durante periodos más cortos que unas cuantas décadas, como por ejemplo El Niño, no representan un cambio climático.
El término a veces se usa para referir específicamente al cambio climático causado por la actividad humana, en lugar de cambios en el clima que pueden haber resultado como parte de los procesos naturales de la Tierra. En este sentido, especialmente en el contexto de la política medioambiental, cambio climático se ha convertido en sinónimo de calentamiento global antropogénico. En las publicaciones científicas, calentamiento global se refiere al aumento de las temperaturas superficiales, mientras que cambio climático incluye al calentamiento global y todos los demás efectos que produce el aumento de los niveles de gases de efecto invernadero. La Convención Marco de la Naciones Unidas sobre el Cambio Climático define al cambio climático en su artículo 1 párrafo segundo, como un cambio de clima atribuido directa e indirectamente a la actividad humana que altera la composición de la atmósfera y que se suma a la variabilidad natural del clima observada durante períodos de tiempos comparables. A veces se confunden los términos cambio climático con cambio global.

## Causas

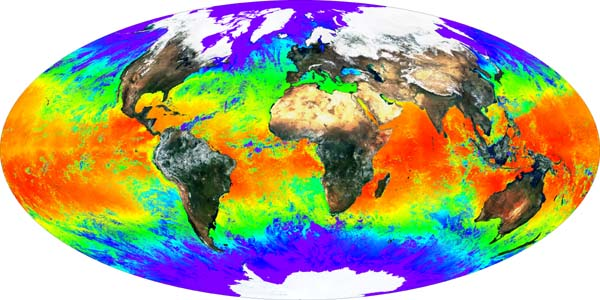
Temperatura en la superficie terrestre al comienzo de la primavera de 2000.

Animación del mapa mundial de la temperatura media mensual del aire de la superficie.

El clima es un promedio del tiempo atmosférico a una escala de tiempo dado que la Organización Meteorológica Mundial ha estandarizado en 30 años. Los distintos climas se corresponden principalmente con la latitud geográfica, la altitud, la distancia al mar, la orientación del relieve terrestre con respecto a la insolación (vertientes de solana y umbría) y a la dirección de los vientos (vertientes de Sotavento y barlovento) y, por último, las corrientes marinas. Estos factores y sus variaciones en el tiempo producen cambios en los principales elementos constituyentes del clima: temperatura atmosférica, presión atmosférica, vientos, humedad y precipitaciones.
Un cambio en la emisión de radiación solar, en la composición de la atmósfera, en la disposición de los continentes, en las corrientes marinas o en la órbita de la Tierra puede modificar la distribución de energía y el equilibrio térmico, alterando así profundamente el clima cuando se trata de procesos de larga duración.
En última instancia, para que se produzca un cambio climático global, debe actuar algún forzamiento climático, es decir, cualquier factor que incida en el balance de energía del sistema climático, modificando la cantidad de energía que el sistema recibe del Sol o la cantidad de energía que el sistema pierde por emisión desde la Tierra al espacio exterior. Los forzamientos pueden ser las variaciones en los parámetros orbitales de la Tierra, en el albedo terrestre, en la concentración de gases de efecto invernadero, en la concentración de aerosoles tanto de procedencia natural, como son los procedentes de erupciones volcánicas, como los de origen antropogénico que proceden de actividades humanas, entre otros.
Otros factores, como la distribución de los continentes, pueden terminar afectando a alguno de los forzamientos e inducir un cambio climático global. Por ejemplo, la ocupación del océano ecuatorial por una gran masa de tierra, como ocurrió con el supercontinente Rodinia durante el Neoproterozoico, puede contribuir a una mayor reflexión de radiación solar, aumentando el albedo y produciendo cierto enfriamiento que puede provocar la formación de hielo que, a su vez, vuelve a aumentar el albedo, en un ciclo conocido como realimentación hielo-albedo. La fragmentación de Rodinia hace unos 700-800 millones de años pudo exponer mayor cantidad de corteza terrestre a la erosión por la lluvia y provocar que el Ciclo Geoquímico Carbonato-Silicato aumentara el secuestro de CO2 atmosférico, contribuyendo a una disminución de la temperatura que terminase induciendo una glaciación global, más conocida como bola de nieve.
El cambio climático actual es, de manera muy probable, totalmente antropogénico y se relaciona principalmente con la intensificación del efecto invernadero debido a las emisiones industriales procedentes de la quema de combustibles fósiles. Las contribuciones probables de los forzamientos naturales y la variabilidad interna al cambio de la temperatura global desde 1951 son insignificantes.

### Influencias externas

#### Variaciones solares

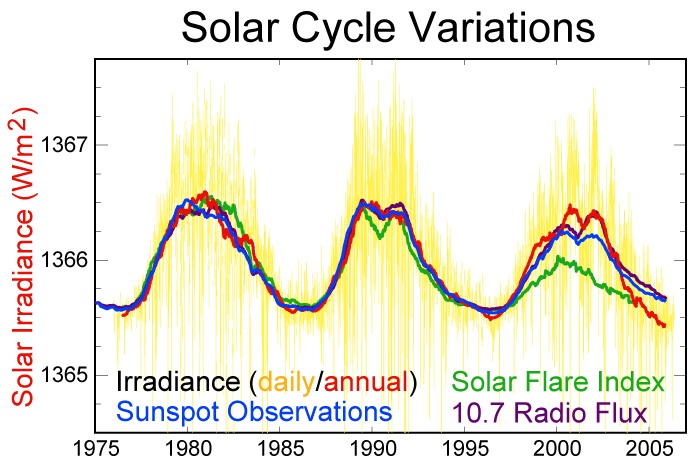
Variaciones de la luminosidad solar a lo largo del ciclo de las manchas solares.

El Sol es una estrella aproximadamente de 4600 millones de años de edad que emite radiación electromagnética en todo el rango del espectro, desde las ondas de radio hasta los rayos X, aunque el 50 % de la energía se emite en el visible e infrarrojo. La emisión se ajusta excelentemente a la de un cuerpo negro a 5770 K, temperatura característica de su superficie visible (la fotosfera). A la distancia de la Tierra (1 UA), la parte alta de la atmósfera recibe una irradiancia de 1361 W/m² que, debido a su escasa variación a corto plazo, se conoce históricamente como constante solar.

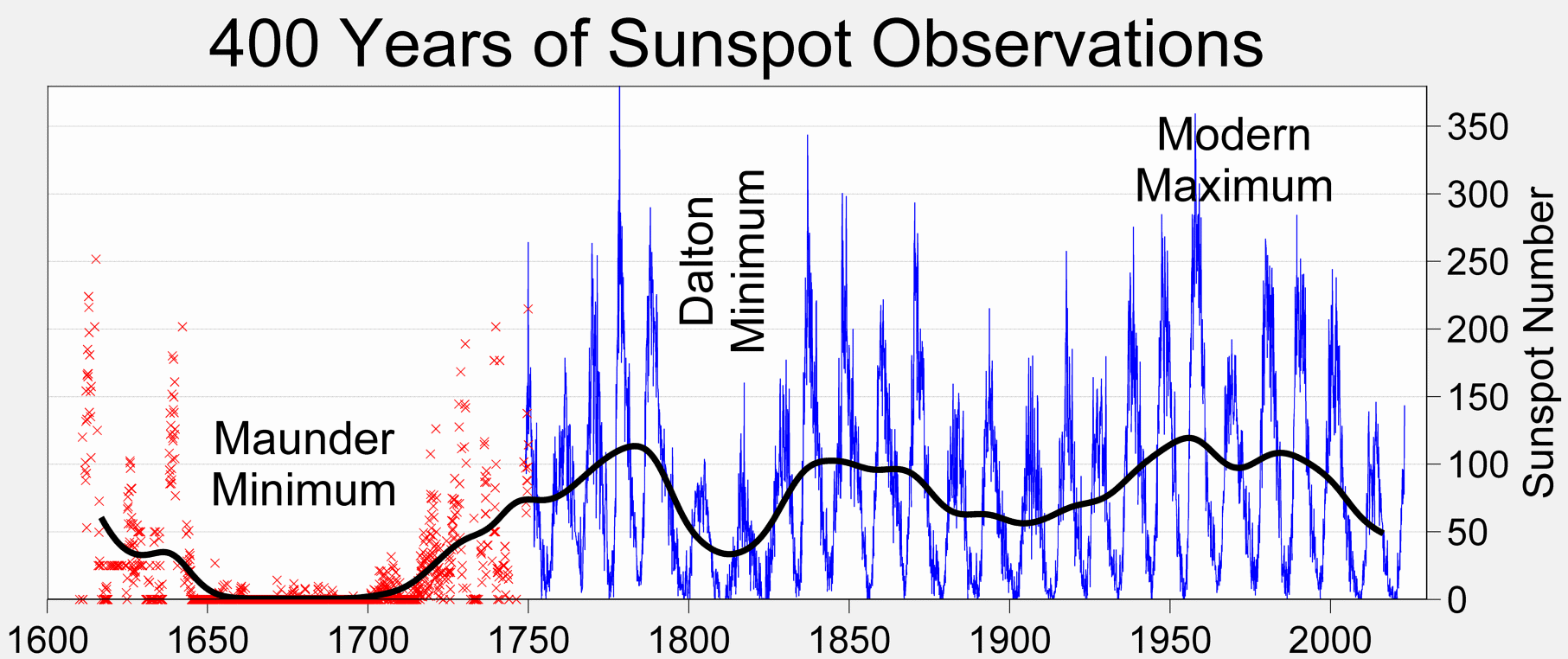
400 años de observaciones de manchas solares.

El Sol presenta ciclos de actividad de once años reflejados en su superficie por el número de manchas. Desde 1978 tenemos observaciones directas de la actividad solar y desde principios del siglo XVII mediante indicadores indirectos (proxies) del ciclo solar. La amplitud de estos ciclos varía en torno a un 0.1 %, con períodos sin manchas solares, como el mínimo de Maunder (1645 a 1715) que contribuyó a la conocida como Pequeña Edad de Hielo y periodos de mayor actividad, como el Máximo Solar Moderno, centrado a finales de la década de 1950 y cuya amplitud está todavía en discusión.
La temperatura media de la Tierra depende, en gran medida, del flujo de radiación solar que recibe. Sin embargo, debido a que ese aporte de energía apenas varía en el tiempo, no se considera que sea una contribución importante para la variabilidad climática a corto plazo en comparación con el efecto de los gases de efecto invernadero. Esto sucede porque el Sol es una estrella de tipo G en fase de secuencia principal, resultando muy estable. El flujo de radiación es, además, el motor de los fenómenos atmosféricos ya que aporta la energía necesaria a la atmósfera para que estos se produzcan. Las variaciones en la irradiancia solar, por tanto, no han contribuido al cambio climático de las últimas décadas.
Las variaciones de la radiación solar son, sin embargo, más acusadas en el ultravioleta cercano, por lo que sería esperable que el ciclo solar afectase a la estratosfera a través de la absorción de la capa de ozono. Dicha influencia en la temperatura y en la concentración de ozono ha sido efectivamente observada en la estratosfera tanto en latitudes medias como tropicales.
No es la única conexión establecida entre el Sol y el clima. Una de los resultados más robustos es la variación de la temperatura de la estratosfera polar cuando los datos se relacionan con la fase de la Oscilación Casi Bienal (QBO), una oscilación del viento en la baja estratosfera con un periodo medio de entre 28 y 29 meses.
Otros muchos estudios encuentran cierta influencia en la troposfera, en los océanos y en la superficie continental. Existe, por ejemplo, cierta evidencia de la amplificación, en lo alto del ciclo solar, del máximo de precipitaciones tropicales, con un ensanchamiento de la circulación de Hadley y un fortalecimiento de la circulación de Walker en el Pacífico ecuatorial ligada a los ciclos El Niño-La Niña (ENSO).
Con respecto al calentamiento global del último siglo, estudios estadísticos de detección y atribución encuentran la influencia solar en la primera mitad del siglo XX, pero no en la segunda, perfectamente en consistencia con la constancia de la irradiancia solar después de 1980.
Una hipótesis popular relaciona las variaciones en el campo magnético solar con cambios en el clima mediante la creación de núcleos de condensación por ionizaciones provocadas por los rayos cósmicos. En los momentos de mayor actividad solar se intensifica el campo magnético, que limita la cantidad de rayos cósmicos que alcanzan la atmósfera y, por tanto, la creación de núcleos de condensación, formándose menos nubes y aumentando la cantidad de luz solar que alcanza la superficie. De esta manera indirecta, la parte alta del ciclo solar provoca un mayor calentamiento de la superficie. Sin embargo, los datos disponibles no respaldan esta conexión.
A largo plazo el Sol aumenta su luminosidad a razón de un 10 % cada mil millones de años, lo que cambia enormemente el clima a través de los eones (ver La paradoja del Sol débil más abajo).

#### Variaciones orbitales
Si bien la luminosidad solar se mantiene prácticamente constante a lo largo de millones de años, no ocurre lo mismo con la órbita terrestre. Ésta oscila periódicamente, haciendo que la cantidad media de radiación que recibe cada hemisferio fluctúe a lo largo del tiempo, y estas variaciones provocan las pulsaciones glaciares a modo de veranos e inviernos de largo período. Son los llamados períodos glaciares e interglaciares.
Hay tres factores que contribuyen a modificar las características orbitales haciendo que la insolación media en uno y otro hemisferio varíe aunque no lo haga apenas el flujo de radiación global. Se trata de la precesión de los equinoccios, la excentricidad orbital y la oblicuidad de la órbita o inclinación del eje terrestre. Solo la excentricidad puede cambiar ligeramente el flujo de radiación global, en menos del 0.2 %.
El perihelio actual coincide muy aproximadamente con el solsticio de diciembre, pero se trata solamente de una coincidencia temporal. El eje de rotación de la Tierra describe una circunferencia en un periodo de unos 26 000 años. Es el conocido fenómeno de la precesión de los equinoccios.

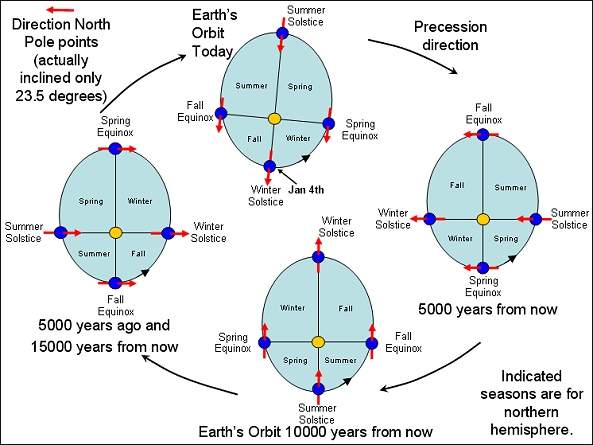
Efectos de la precesión en las estaciones.

La órbita de la Tierra también está sometida a su propio movimiento de precesión del perihelio provocada por la influencia gravitatoria de Júpiter y Saturno principalmente, con un periodo de unos 112 000 años. Ambos movimiento, la precesión de los equinoccios y del perihelio (precesión absidal) se combinan para provocar la traslación del perihelio con respecto a las estaciones en dos ciclos, uno dominante de 23 000 y otro menos acusado de 19 000 años.
Esas variaciones orbitales podrían tener su relevancia en tiempos históricos y constituir uno de los disparadores del Óptimo Climático del Holoceno hace unos 6000 años, cuando el verano del hemisferio norte llevaba varios milenios en la parte de la órbita cercana al perihelio. La mayor cantidad de radiación incidente sobre el norte de África también ayudó al aumento de las lluvias monzónicas y a crear, como consecuencia, un Sahara verde y húmedo hace unos 10 000 años.
La situación empezó a cambiar de manera significativa hace unos 5000 años, cuando el inverno empezó a acercarse al perihelio, provocando una tendencia progresiva al enfriamiento que parece haberse encontrado en los indicadores de los últimos dos milenios.

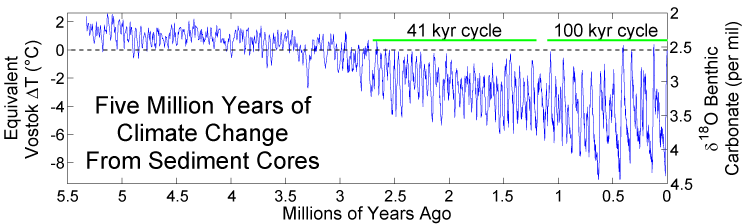
Variaciones de los ciclos glaciales indicados por sedimentos oceánicos.

La periodicidad del ciclo de la precesión también controló las variaciones climáticas varios millones de años antes de los últimos tres millones de años aproximadamente. A partir de ese momento empezó a dominar un nuevo ciclo muy estable de 41 000 años que iniciaría las grandes glaciaciones del hemisferio norte aparentemente provocadas por las variaciones de la oblicuidad del eje de rotación entre unos 22 y 24.5°. El factor clave propuesto que afecta al avance y retirada de los glaciales es la insolación sobre el hemisferio norte integrada a lo largo del verano en lugar del máximo o el promedio de insolación. Los modelos numéricos siguen mostrando sin embargo una clara influencia de la precesión, por lo que la explicación del ciclo de 41 000 años en los periodos glaciales de la primera mitad del Pleistoceno parece resistirse a una explicación definitiva.
Misteriosamente, pues todavía no estamos seguros de las causas, esos ciclos glaciales cambiaron a una periodicidad de cien mil años durante el último millón de años aproximadamente.
El misterio procede de que, aunque las variaciones de la excentricidad de la órbita terrestre presentan una periodicidad de 100 mil años (más un segundo ciclo de 405 mil años), la variación de insolación producida de mucho menor magnitud que la provocada por los otros movimientos orbitales de nuestro planeta. Se han propuesto numerosas soluciones, pero actualmente se considera un problema no resuelto.
Los tres ciclos de insolación provocados por los diferentes movimientos orbitales se conocen como Ciclos de Milankovitch y fueron descubiertos de manera pionera en la década de 1870 por el escocés James Croll. Previamente, en 1842, Joseph Adhémar ya había conjeturado que la precesión de la órbita terrestre era la causa de las eras glaciales. Los cálculos de Croll fueron perfeccionados independientemente en los años veinte del siglo pasado por el astrónomo serbio Milutin Milanković. Treinta años más tarde, tres investigadores utilizaron registros climáticos de los últimos 450 000 años a partir del análisis de sedimentos marinos para poner a prueba la hipótesis. En 1976 publicaban en la revista Science un artículo con la confirmación de la conexión entre el cambio de insolación provocada a 65°N debido a los ciclos orbitales y las eras glaciales del Cuaternario. Dicha conexión ha sido extendida actualmente hasta hace 1400 millones años, durante el Proterozoico. Aunque lo cierto es que no existe una teoría consolidada del mecanismo que amplifica el efecto de la insolación para producir los ciclos glaciales.
Las variaciones orbitales han podido estar estrechamente relacionadas con la evolución de los homínidos a través del clima africano.
El estudio del papel de estas variaciones orbitales será fundamental para entender el clima futuro. La variación de los parámetros orbitales harían esperar el final del interglaciar actual dentro de los próximos 10 milenios si las emisiones de CO2 se mantuviesen en niveles preindustriales (menor de unas 300 ppmv). Con el aumento de emisiones industriales, la terminación del interglacial no se producirá muy probablemente al menos dentro de los próximos 50 mil años.

#### Impactos de meteoritos
En raras ocasiones ocurren acontecimientos de tipo catastrófico que cambian la faz de la Tierra para siempre. Se trata de los impactos de meteoritos de gran tamaño. El último de tales acontecimientos globalmente catastrófico y bien documentado, el suceso de Chicxulub (en Yucatán, México) conocido como impacto K/T, se produjo hace 66 millones de años y provocó una extinción masiva que acabó con muchas especies además de los dinosaurios. El causante, un asteroide de unos 10 km de diámetro, creó un cráter de unos 200 km y puso en juego una energía en torno a mil millones de Mt, equivalente en orden de magnitud a la energía que nuestro planeta recibe del Sol durante todo un año. Es indudable que tales fenómenos pueden provocar un efecto devastador sobre el clima al liberar grandes cantidades de aerosoles (principalmente como óxidos de azufre que producen ácido sulfúrico), polvo, vapor de agua y CO2 a la atmósfera debido a la eyección de materiales, tanto del propio objeto como de la superficie terrestre, y a los incendios provocados por el impacto.
El modelo climático clásico propuesto después del impacto K/T consiste en la liberación inicial de polvo y dióxido de azufre, creando una reducción de la luz solar de hasta un 20 % en la primera década y un enfriamiento global durante otra década más hasta temperaturas que podrían estar por debajo del punto de congelación, un escenario habitualmente denominado invierno nuclear. Posteriormente, dominaría el aumento del efecto invernadero provocado por el CO2 procedente de la roca carbonatada pulverizada en el impacto. La magnitud de estas emisiones se ha estimado en aproximadamente una década de las emisiones industriales actuales, induciendo primero un ligero calentamiento global y posteriormente un calentamiento importante a largo plazo (unos cien mil años), del que existe evidencia reciente. Pero podrían existir otros mecanismos que provocasen el calentamiento y la distinción entre los efectos de la caída de bólidos y la actividad volcánica masiva son difíciles de diferenciar sin una datación precisa de los eventos.
Se han intentado conectar al menos dos eventos climáticos significativos con la caída de un asteroide. Uno de ellos podría corresponderse con la extinción masiva del Pérmico-Triásico sucedida hace 252 millones de años. Se han propuesto varios cráteres candidatos aunque el cráter Araguainha (Brasil) de 40 km de diámetro parezca, de momento, el mejor aspirante, considerada que su datación, en una edad comprendida entre 250 y 256 millones de años, se solapa con la fecha de la extinción masiva. Ese tamaño de cráter no debería provocar efectos convencionales duraderos, pero se ha propuesto un mecanismo alternativo consistente en la producción de terremotos de gran magnitud (9-10 en la escala Richter) actuando a escala continental y afectando a yacimientos de arenas bituminosas y rocas ricas en materiales orgánicos, lo que provocaría importantes emisiones de metano y, en consecuencia, un cambio climático abrupto.
El otro de los cambios climáticos asociado a un posible impacto de bólido podría haberse producido mucho más recientemente, poco antes de comenzar el Holoceno. El descubrimiento reciente de un cráter de 31 km de diámetro bajo el hielo de Groenlandia, correspondiente a un bólido de 1.5 km de diámetro, ha reabierto el caso de la hipótesis del impacto en el evento climático conocido como Dryas Reciente, un enfriamiento repentino sucedido hace unos 12 800 años, aparentemente respaldada por una acumulación de nuevas evidencias físicas. El cráter, sin embargo, no ha sido datado, aunque se estima que se ha producido en los últimos 100 000 años, por lo que el debate sigue abierto.

### Influencias internas

#### Deriva continental
Deriva continental y clima son procesos relacionados ya que la posición de los continentes es un factor determinante en la conformación del clima mundial. La Tierra ha sufrido muchos cambios desde su origen hace 4600 millones de años. Hace 225 millones de años todos los continentes estaban unidos, formando lo que se conoce como Pangea y había un océano universal llamado Panthalassa. La tectónica de placas ha separado los continentes y los ha puesto en la situación actual. El Océano Atlántico se ha ido formando desde hace 200 millones de años.
La deriva continental es un proceso sumamente lento, por lo que la posición de los continentes fija el comportamiento del clima durante millones de años. Hay dos aspectos a tener en cuenta. Por una parte, las latitudes en las que se concentra la masa continental: si las masas continentales están situadas en latitudes bajas habrá pocos glaciares continentales y, en general, temperaturas medias menos extremas. Así mismo, si los continentes se hallan muy fragmentados habrá menos continentalidad. Estos aspectos pueden contribuir de varias formas contradictorias en la evolución del clima.

#### Composición atmosférica

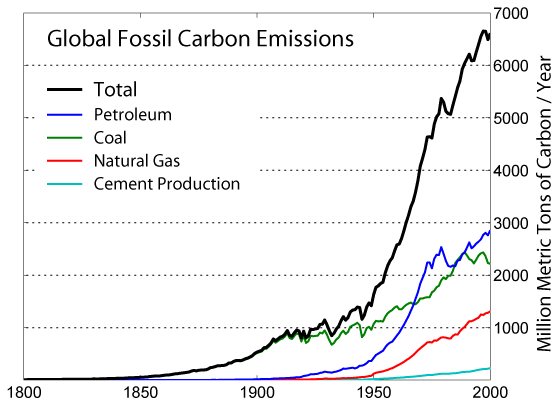
Emisiones globales de dióxido de carbono discriminadas según su origen

La atmósfera primitiva, cuya composición era parecida a la nebulosa inicial, perdió sus componentes más ligeros, el hidrógeno diatómico (H2) y el helio (He), para ser sustituidos por gases procedentes de las emisiones volcánicas del planeta o sus derivados, especialmente dióxido de carbono (CO2), dando lugar a una atmósfera de segunda generación. En dicha atmósfera son importantes los efectos de los gases de invernadero emitidos de manera natural en volcanes. Por otro lado, la cantidad de óxidos de azufre (SO, SO2 y SO3) y otros aerosoles emitidos por los volcanes contribuyen a lo contrario, a enfriar la Tierra. Del equilibrio entre ambos efectos resulta un balance radiativo determinado.
Con la aparición de la vida en la Tierra se sumó como agente incidente el total de organismos vivos, la biosfera. Inicialmente, los organismos autótrofos por fotosíntesis o quimiosíntesis capturaron gran parte del abundante CO2 de la atmósfera primitiva, a la vez que empezaba a acumularse oxígeno (a partir del proceso abiótico de la fotólisis del agua). La aparición de la fotosíntesis oxigénica, que realizan las cianobacterias y sus descendientes los plastos, dio lugar a una presencia masiva de oxígeno (O2) como la que caracteriza la atmósfera actual, y aún mayor. Esta modificación de la composición de la atmósfera propició la aparición de formas de vida nuevas, aeróbicas que se aprovechaban de la nueva composición del aire. Aumentó así el consumo de oxígeno y disminuyó el consumo neto de CO2 llegándose al equilibrio o clímax, y formándose así la atmósfera de tercera generación actual. Este delicado equilibrio entre lo que se emite y lo que se absorbe se hace evidente en el ciclo del CO2, la presencia del cual fluctúa a lo largo del año según las estaciones de crecimiento de las plantas.

#### Corrientes oceánicas

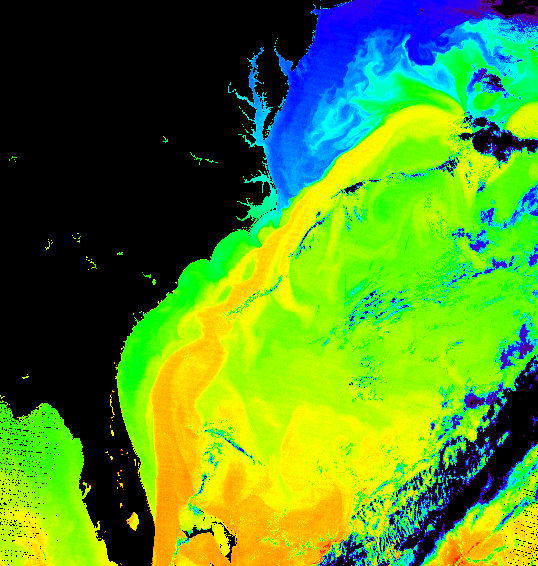
Temperatura del agua en la Corriente del Golfo.

Las corrientes oceánicas, o marinas, son factores reguladores del clima que actúan como moderador, suavizando las temperaturas de regiones como Europa y las costas occidentales de Canadá y Alaska. La climatología ha establecido nítidamente los límites térmicos de los distintos tipos climáticos que se han mantenido a través de todo ese tiempo. No se habla tanto de los límites pluviométricos de dicho clima porque los cultivos mediterráneos tradicionales son ayudados por el regadío y cuando se trata de cultivos de secano, se presentan en parcelas más o menos planas (cultivo en terrazas) con el fin de hacer más efectivas las lluvias propiciando la infiltración en el suelo. Además los cultivos típicos del matorral mediterráneo están adaptados a cambios meteorológicos mucho más intensos que los que se han registrado en los últimos tiempos: si no fuera así, los mapas de los distintos tipos climáticos tendrían que rehacerse: un aumento de unos 2 grados celsius en la cuenca del mediterráneo significaría la posibilidad de aumentar la latitud de muchos cultivos unos 200 km más al norte (como sería el cultivo de la naranja ya citado). Desde luego, esta idea sería inviable desde el punto de vista económico, ya que la producción de naranja es, desde hace bastante tiempo, excedentaria, no por el aumento del cultivo a una mayor latitud (lo que corroboraría en cierto modo la idea del calentamiento global) sino por el desarrollo de dicho cultivo en áreas reclamadas al desierto (Marruecos y otros países) gracias al riego en goteo y otras técnicas de cultivo.

#### Campo magnético terrestre
De la misma manera que el viento solar puede afectar al clima directamente, las variaciones en el campo magnético terrestre pueden afectarlo de manera indirecta ya que, según su estado, detiene o no las partículas emitidas por el Sol. Se ha comprobado que en épocas pasadas hubo inversiones de polaridad y grandes variaciones en su intensidad, llegando a estar casi anulado en algunos momentos. Se sabe también que los polos magnéticos, si bien tienden a encontrarse próximos a los polos geográficos, en algunas ocasiones se han aproximado al Ecuador. Estos sucesos tuvieron que influir en la manera en la que el viento solar llegaba a la atmósfera terrestre.

#### Retroalimentación
La retroalimentación del cambio climático es el proceso de retroalimentación (feedback) por el cual un cambio en el clima puede facilitar o dificultar cambios ulteriores.
El sistema climático incluye una serie de retroalimentaciones que alteran la respuesta del sistema a los cambios en los forzamientos externos. Las retroalimentaciones positivas incrementan la respuesta del sistema climático a un forzamiento inicial, mientras que las retroalimentaciones negativas la reducen. Los dos fenómenos se pueden dar a la vez y del balance general saldrá algún tipo de cambio más o menos brusco e impredecible a largo plazo, ya que el sistema climático es un sistema caótico y complejo.
Existe una serie de retroalimentaciones en el sistema climático, incluido el vapor de agua, los cambios en el hielo y su efecto albedo (la capa de nieve y hielo afecta la cantidad que la superficie de la Tierra absorbe o refleja la luz solar entrante), las nubes y los cambios en el ciclo del carbono de la Tierra (por ejemplo, la liberación de carbono del suelo). La principal retroalimentación negativa es la energía que la superficie de la Tierra irradia hacia el espacio en forma de radiación infrarroja. De acuerdo con la ley de Stefan-Boltzmann, si la temperatura absoluta (medida en kelvin) se duplica, la energía radiativa aumenta por un factor de 16 (2 a la cuarta potencia).
Las retroalimentaciones son un factor importante en la determinación de la sensibilidad del sistema climático a un aumento de las concentraciones atmosféricas de GEI. Si lo demás se mantiene, una sensibilidad climática superior significa que se producirá un mayor calentamiento para un mismo incremento en el forzamiento de gas de efecto invernadero. La incertidumbre sobre el efecto de las retroalimentaciones es una razón importante del porqué diferentes modelos climáticos proyectan diferentes magnitudes de calentamiento para un determinado escenario de forzamiento. Se necesita más investigación para entender el papel de las retroalimentaciones de las nubes y el ciclo del carbono en las proyecciones climáticas.

### Incertidumbre de predicción
Se debe destacar la existencia de incertidumbre (errores) en la predicción de los modelos. La razón fundamental para la mayoría de estos errores es que muchos procesos importantes a pequeña escala no pueden representarse de manera explícita en los modelos, pero deben incluirse de manera aproximada cuando interactúan a mayor escala. Ello se debe en parte a las limitaciones de la capacidad de procesamiento, pero también es el resultado de limitaciones en cuanto al conocimiento científico o la disponibilidad de observaciones detalladas de algunos procesos físicos.
En particular, existen niveles de incertidumbre considerables, asociados con la representación de las nubes y con las correspondientes respuestas de las nubes al cambio climático.
Edward N. Lorenz, un investigador del clima, ha encontrado una teoría revolucionaria de caos que hoy en día se aplica en las áreas de economía, biología y finanzas (y otros sistemas complejos). En el modelo numérico se calcula el estado del futuro con insumos de observaciones meteorológicas (temperatura, precipitación, viento, presión) de hoy y usando el sistema de ecuaciones diferenciales.
Según Lorenz, si hay pequeñas tolerancias en la observación meteorológica (datos de insumo), en el proceso del cálculo de predicción crece la tolerancia drásticamente. Se dice que la predictibilidad (duración confiable de predicción) es máximo siete días para discutir cuantitativamente in situ (a escala local). Cuánto más aumenta el largo de las integraciones (7 días, 1 año, 30 años, 100 años) entonces el resultado de la predicción tiene mayor incertidumbre.
Sin embargo, la técnica de «ensamble» (cálculo del promedio de varias salidas del modelo con insumos diferentes) disminuye la incertidumbre y según la comunidad científica, a través de esta técnica se puede discutir el estado del promedio mensual cualitativamente. Cuando se discute sobre la cantidad de precipitación, temperatura y otros, hay que tener la idea de la existencia de incertidumbre y la propiedad caótica del clima. Al mismo tiempo, para la toma de decisiones políticas relacionadas con la temática del cambio climático es importante considerar un criterio de multimodelo

## Cambios climáticos en el pasado
La paleoclimatología estudia las características climáticas de la Tierra a lo largo de su historia y se puede incluir como una parte de la paleogeografía. Estudia las grandes variaciones climáticas, sus causas, y da una descripción lo más precisa posible de las características del clima que nos sirve para un momento determinado de la historia de la Tierra. La variación a escala geológica de los factores que determinan el clima actual, como la energía de la radiación solar, situación astronómica y radiación cósmica, relieve y distribución de continentes y océanos, y la composición y dinámica de la atmósfera, constituyen los factores más utilizados en la deducción y explicación de los paleoclimas.

### Paradoja del Sol débil
A partir de los modelos de evolución estelar se puede calcular con relativa precisión la variación del brillo solar a largo plazo, por lo cual se sabe que, en los primeros momentos de la existencia de la Tierra, el Sol emitía el 70 % de la energía actual y la temperatura de equilibrio era de –41 °C. Sin embargo, hay constancia de la existencia de océanos y de vida desde hace 3800 millones de años, por lo que la paradoja del Sol débil solo puede explicarse por una atmósfera con mucha mayor concentración de CO2 que la actual y con un efecto invernadero más grande.

### Efecto invernadero en el pasado

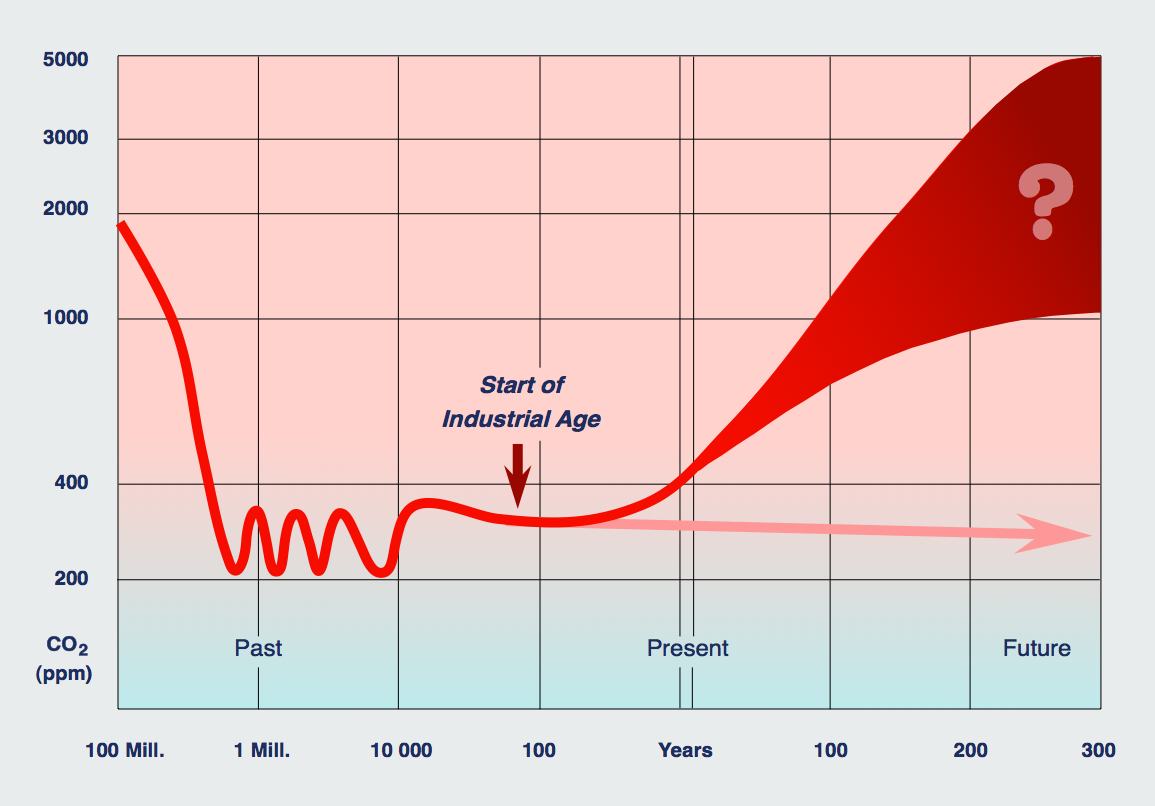
Variaciones en la concentración de dióxido de carbono.

La atmósfera influye fundamentalmente en el clima; si no existiese, la temperatura en la Tierra sería de –20 °C, pero la atmósfera se comporta de manera diferente según la longitud de onda de la radiación. El Sol, por su alta temperatura, emite radiación a un máximo de 0.48 micrómetros (ley de Wien) y la atmósfera deja pasar la radiación. La Tierra tiene una temperatura mucho menor, y reemite la radiación absorbida a una longitud mucho más larga, infrarroja, de unos 10 a 15 micrómetros, a la que la atmósfera ya no es transparente. El CO2, que en marzo de 2017 superó en la atmósfera las 405 ppm, absorbe dicha radiación. También lo hace, y en mayor medida, el vapor de agua. El resultado es que la atmósfera se calienta y devuelve a la Tierra parte de esa energía, por lo que la temperatura superficial es de unos 15 °C, y dista mucho del valor de equilibrio sin atmósfera. A este fenómeno se le llama el efecto invernadero.
La concentración en el pasado de CO2 y otros importantes gases invernadero, como el metano, se ha podido medir a partir de las burbujas atrapadas en el hielo y en muestras de sedimentos marinos, observandose que ha fluctuado a lo largo de las eras. Se desconocen las causas exactas por las cuales se producirían estas disminuciones y aumentos, aunque hay varias hipótesis en estudio. El balance es complejo ya que, si bien se conocen los fenómenos que capturan CO2 y los que lo emiten, la interacción entre estos y el balance final es difícilmente calculable.
Se conocen bastantes casos en los que el CO2 ha jugado un papel importante en la historia del clima. Por ejemplo en el proterozoico una bajada importante en los niveles de CO2 atmosférico condujo a los llamados episodios Tierra bola de nieve. Así mismo, aumentos importantes en el CO2 condujeron en el periodo de la extinción masiva del Pérmico-Triásico a un calentamiento excesivo del agua marina, lo que llevó a la emisión del metano atrapado en los depósitos de hidratos de metano que se hallan en los fondos marinos; este fenómeno aceleró el proceso de calentamiento hasta el límite y condujo a la Tierra a la peor extinción en masa que ha padecido.

### CO2como regulador del clima

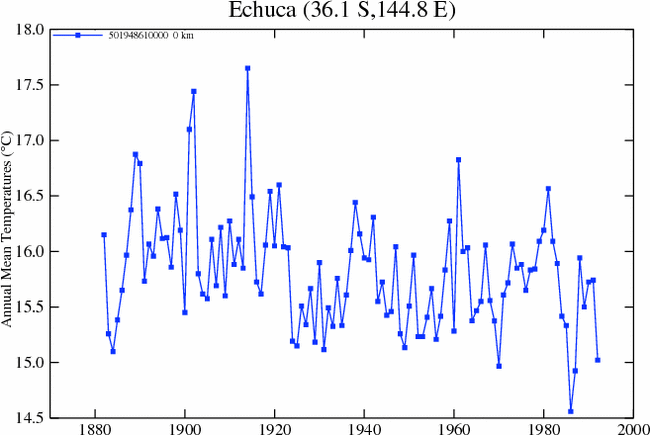
Echuca: Temperatura diaria promedio del aire en casilla meteo, de 1881 a 1992; según la NASA.

Durante las últimas décadas las mediciones en las diferentes estaciones meteorológicas indican que el planeta se ha ido calentando. Los últimos 10 años han sido los más calurosos desde que se llevan registros y algunos científicos predicen que en el futuro serán aún más calientes. La gran mayoría de expertos están de acuerdo en que este proceso tiene un origen antropogénico, generalmente conocido como el efecto invernadero. A medida que el planeta se calienta, disminuye globalmente el hielo en las montañas y las regiones polares; por ejemplo lo hace el de la banquisa ártica o el casquete glaciar de Groenlandia. Paradójicamente la extensión del hielo antártico, según predicen los modelos, aumenta ligeramente.
Dado que la nieve tiene un elevado albedo devuelve al espacio la mayor parte de radiación que incide sobre ella. La disminución de dichos casquetes también afectará, pues, al albedo terrestre, lo que hará que la Tierra se caliente aún más. Esto produce lo que se llama «efecto amplificador». De la misma manera, un aumento de la nubosidad debido a una mayor evaporación contribuirá a un aumento del albedo. La fusión de los hielos puede cortar también las corrientes marinas del Atlántico Norte provocando una bajada local de las temperaturas medias en esa región. El problema es de difícil predicción ya que, como se ve, hay retroalimentaciones positivas y negativas.

### Aparece la vida en la Tierra
Con la aparición de las cianobacterias, en la Tierra se puso en marcha la fotosíntesis oxigénica. Las algas, y luego también las plantas, absorben y fijan CO2, y emiten O2. Su acumulación en la atmósfera favoreció la aparición de los organismos aerobios que lo usan para respirar y devuelven CO2. El O2 en una atmósfera es el resultado de un proceso vivo y no al revés. Se dice frecuentemente que los bosques y selvas son los «pulmones de la Tierra», aunque esto recientemente se ha puesto en duda ya que varios estudios afirman que absorben la misma cantidad de gas que emiten por lo que quizá solo serían meros intercambiadores de esos gases. Sin embargo, estos estudios no tienen en cuenta que la absorción de CO2 no se realiza solamente en el crecimiento y producción de la biomasa vegetal, sino también en la producción de energía que hace posible las funciones vitales de las plantas, energía que pasa a la atmósfera o al océano en forma de calor y que contribuye al proceso del ciclo hidrológico. En cualquier caso, en el proceso de creación de estos grandes ecosistemas forestales ocurre una abundante fijación del carbono que sí contribuye apreciablemente a la reducción de los niveles atmosféricos de CO2.

### Máximo Jurásico
Actualmente los bosques tropicales ocupan la región ecuatorial del planeta y entre el Ecuador y el Polo hay una diferencia térmica de 50 °C. Hace 65 millones de años la temperatura era muy superior a la actual y la diferencia térmica entre el Ecuador y el Polo era de unos pocos grados. Todo el planeta tenía un clima tropical y apto para quienes formaban la cúspide de los ecosistemas entonces, los dinosaurios. Los geólogos creen que la Tierra experimentó un calentamiento global en esa época, durante el Jurásico inferior con elevaciones medias de temperatura que llegaron a 5 °C. Ciertas investigaciones indican que esto fue la causa de que se acelerase la erosión de las rocas hasta en un 400 %, un proceso en el que tardaron 150 000 años en volver los valores de dióxido de carbono a niveles normales.

### Máximo térmico del Paleoceno-Eoceno
El máximo térmico del Paleoceno-Eoceno (MTPE, PETM en inglés), llamado también máximo térmico del Eoceno Inicial, o máximo térmico del Paleoceno Superior, fue un brusco cambio climático que marcó el fin del Paleoceno y el inicio del Eoceno, hace 55,8 millones de años. Se trata de uno de los períodos de cambio climático más significativos de la era Cenozoica, que alteró la circulación oceánica y la atmosférica, provocando la extinción de multitud de géneros de foraminíferos bentónicos, y causando grandes cambios en los mamíferos terrestres que marcaron la aparición de los linajes actuales.

### Glaciaciones del Pleistoceno
El hombre moderno apareció, probablemente, hace unos tres millones de años. Desde hace unos dos millones, la Tierra ha sufrido glaciaciones en las que gran parte de Norteamérica, Europa y el norte de Asia quedaron cubiertas bajo gruesas capas de hielo durante muchos años. Luego rápidamente los hielos desaparecieron y dieron lugar a un período interglaciar en el cual vivimos. El proceso se repite cada cien mil años aproximadamente. La última época glaciar acabó hace unos quince mil años y dio lugar a un cambio fundamental en los hábitos del hombre, que desarrolló el conocimiento necesario para domesticar plantas (agricultura) y animales (ganadería) como el perro. La mejora de las condiciones térmicas facilitó el paso del Paleolítico al Neolítico hace unos diez mil años. Para entonces, el hombre ya era capaz de construir pequeñas aldeas dentro de un marco social bastante complejo.
No fue hasta 1941 que el matemático y astrónomo serbio Milutin Milanković propuso la teoría de que las variaciones orbitales de la Tierra causaron las glaciaciones del Pleistoceno.
Calculó la insolación en latitudes altas del hemisferio norte a lo largo de las estaciones. Su tesis afirma que es necesaria la existencia de veranos fríos, en vez de inviernos severos, para iniciarse una edad del hielo. Su teoría no fue admitida en su tiempo, hubo que esperar a principios de los años cincuenta, Cesare Emiliani que trabajaba en un laboratorio de la Universidad de Chicago, presentó la primera historia completa que mostraba el avance y retroceso de los hielos durante las últimas glaciaciones. La obtuvo de un lugar insólito: el fondo del océano, comparando el contenido del isótopo pesado oxígeno–18 (O–18) y de oxígeno–16 (O–16) en las conchas fosilizadas.

### Mínimo de Maunder
El mínimo de Maunder es el nombre dado al período de 1645 a 1715, cuando las manchas solares prácticamente desaparecieron de la superficie del Sol, tal como observaron los astrónomos de la época. Recibe el nombre del astrónomo solar E.W. Maunder quien descubrió la escasez de manchas solares durante ese período estudiando los archivos de esos años. Durante un período de 30 años dentro del mínimo de Maunder, los astrónomos observaron aproximadamente 50 manchas solares, mientras que lo típico sería observar entre unas 40.000 y 50.000 manchas. 
Desde que en 1611 Galileo popularizara el telescopio, el Sol y sus manchas han sido observados con asiduidad. No fue sino hasta 1851 que el astrónomo Heinrich Schwabe observó que la actividad solar variaba según un ciclo de once años, con máximos y mínimos. El astrónomo solar Edward Maunder se percató de que desde 1645 a 1715 el Sol interrumpe el ciclo de once años y aparece una época donde casi no aparecen manchas, denominado «mínimo de Maunder». El Sol y las estrellas suelen pasar un tercio de su vida en estas crisis y durante ellas la energía que emite es menor y se corresponde con períodos fríos en el clima terrestre. Las auroras boreales o las australes causadas por la actividad solar desaparecen o son raras.
Ha habido seis mínimos solares similares al de Maunder desde el mínimo egipcio del 1300 a. C. hasta el último que es el de Maunder. Pero su aparición es muy irregular, con lapsos de solo 180 años, hasta 1100 años, entre mínimos. Por término medio los periodos de escasa actividad solar duran unos 115 años y se repiten aproximadamente cada 600. Actualmente estamos en el Máximo Moderno que empezó en 1780 cuando vuelve a reaparecer el ciclo de 11 años. Un mínimo solar tiene que ocurrir como muy tarde en el 2900 y un nuevo período glaciar, cuyo ciclo es de unos cien mil años, podría aparecer hacia el año 44 000.

## Cambio climático actual

### Calentamiento global
En climatología, el calentamiento global es el aumento a largo plazo de la temperatura atmosférica media del sistema climático de la Tierra debido a la intensificación del efecto invernadero. Es un aspecto primordial del cambio climático actual, demostrado por la medición directa de la temperatura, el registro de temperaturas del último milenio y de varios efectos del calentamiento global ya visibles. La paleoclimatología muestra que ha habido variaciones históricas en el clima de la Tierra, pero las que están ocurriendo actualmente lo están haciendo a un ritmo sin precedentes que no puede ser explicado por causa natural alguna, por lo que, según la evidencia científica del calentamiento global, este drástico cambio solo puede deberse a la desmedida actividad humana de los últimos tiempos, la cual es una de las principales causas del calentamiento global.
Las locuciones calentamiento global y cambio climático a menudo se usan indistintamente, aludiendo al incremento general en las temperaturas de superficie y su aumento proyectado causado predominantemente por las intensas actividades humanas (antrópico). Para algunos expertos, esa definición corresponde únicamente a calentamiento global mientras cambio climático incluye tanto el calentamiento global como sus efectos en el clima, mientras que para otros es indistinto. Si bien ha habido periodos prehistóricos de calentamiento global, varios de los cambios observados desde mediados del siglo XX no han tenido precedentes desde décadas a milenios.
En 2013, el Quinto Informe de Evaluación (AR5) del Grupo Intergubernamental de Expertos sobre el Cambio Climático (IPCC) concluyó que «es extremadamente probable que la influencia humana ha sido la causa dominante del calentamiento observado desde la mitad del siglo XX». La mayor influencia humana ha sido la emisión de gases de efecto invernadero como el dióxido de carbono, metano y óxidos de nitrógeno. Las proyecciones de modelos climáticos resumidos en el AR5 indicaron que durante el presente siglo la temperatura superficial global subirá probablemente 0.3 a 1.7 °C para su escenario de emisiones más bajas usando mitigación estricta y 2.6 a 4.8 °C para las mayores. Estas conclusiones han sido respaldadas por las academias nacionales de ciencia de los principales países industrializados y no son disputadas por ninguna organización científica de prestigio nacional o internacional.
El cambio climático futuro y los impactos asociados serán distintos en una región a otra alrededor del globo. Los efectos anticipados incluyen un aumento en las temperaturas globales, una subida en el nivel del mar, un cambio en los patrones de las precipitaciones y una expansión de los desiertos subtropicales. Se espera que el calentamiento sea mayor en la tierra que en los océanos y que el más acentuado suceda en el Ártico, con el continuo retroceso de los glaciares, el permafrost y la banquisa. Otros efectos probables incluyen fenómenos meteorológicos extremos más frecuentes, tales como olas de calor, sequías, lluvias torrenciales y fuertes nevadas; acidificación del océano y extinción de especies debido a regímenes de temperatura cambiantes. Entre sus impactos humanos significativos se incluye la amenaza a la seguridad alimentaria por la disminución del rendimiento de las cosechas y la pérdida de hábitat por inundación. Debido a que el sistema climático tiene una gran inercia y los gases de efecto invernadero continuarán en la atmósfera por largo tiempo, muchos de estos efectos persistirán no solo durante décadas o siglos, sino por decenas de miles de años.
Las posibles respuestas al calentamiento global incluyen la mitigación mediante la reducción de las emisiones, la adaptación a sus efectos, la construcción de sistemas resilientes a sus impactos y una posible ingeniería climática futura. La mayoría de los países son parte de la Convención Marco de las Naciones Unidas sobre el Cambio Climático (CMNUCC), cuyo objetivo último es prevenir un cambio climático antrópico peligroso. La CMNUCC ha adoptado una serie de políticas destinadas a reducir las emisiones de gases de efecto invernadero y ayudar en la adaptación al calentamiento global. Los miembros de la CMNUCC han acordado que se requieren grandes reducciones en las emisiones y que el calentamiento global futuro debe limitarse muy por debajo de 2.0 °C con respecto al nivel preindustrial con esfuerzos para limitarlo a 1.5 °C.

### Agricultura
El cambio climático y la agricultura son dos procesos relacionados entre sí que dañan y destruyen al mundo.
El cambio climático afecta a la agricultura de diferentes maneras; los impactos se relacionan con el incremento de la temperatura promedio, la modificación del patrón de precipitaciones, el aumento de la frecuencia e intensidad de eventos climáticos extremos (sequía, inundaciones, tornados, ciclones, olas de calor), el incremento de la concentración de dióxido de carbono, el deshielo y la interacción entre estos elementos, los cuales influyen en la producción de alimentos y amenazan la seguridad alimentaria.
A la vez, las actividades agropecuarias han contribuido en el cambio climático a través de las emisiones de gases de efecto invernadero, principalmente de dióxido de carbono, metano y óxido nitroso. El exceso de estos gases en la atmósfera han perturbado la capacidad de la Tierra para regular la temperatura, y son responsables de inducir el calentamiento global y forzar el cambio climático.
El cambio climático ya está afectando la agricultura, y se prevé que los impactos se agraven en los próximos años con diferentes grados de severidad y complejidad, pudiendo ser variables de acuerdo con la región geográfica y las condiciones particulares del contexto climático y socioeconómico de los sistemas de producción alimentaria.
Los periodos de sequía prolongados, las olas de calor, la reducida disponibilidad de agua y el exceso de precipitaciones disminuyen el rendimiento de los cultivos y afectan a la salud y el bienestar del ganado, y con ello la disponibilidad de alimentos. El cambio climático es una amenaza para la seguridad alimentaria; en particular, las poblaciones más vulnerables serán las más afectadas.

### Efectos
Los efectos del calentamiento global incluyen efectos ambientales, sociales, económicos y de salud. Algunos ya se observan y otros se esperan a corto, mediano o largo plazo (con diverso grado de certeza); algunos son localizados y otros globales; algunos son graduales y otros abruptos; algunos son reversibles y otros no; algunos pueden tener consecuencias positivas, pero la mayoría son adversos.
Los efectos ambientales incluyen el aumento de la temperatura oceánica, la acidificación del océano, el retroceso de los glaciares, el deshielo ártico, la subida del nivel del mar, una posible parada de la circulación oceánica, extinciones masivas, desertificación, fenómenos meteorológicos extremos, cambios climáticos abruptos y efectos a largo plazo.
Los efectos económicos y sociales incluyen cambios en la productividad agrícola, expansión de enfermedades, una posible apertura del paso del Noroeste, inundaciones, impacto sobre pueblos indígenas, migraciones ambientales y guerras climáticas.

### Glaciares como indicadores del cambio climático
Tradicionalmente, los glaciares han sido vistos como uno de los indicadores más claros y sensibles del cambio climático. La masa y el volumen de estos cuerpos de hielo varían directamente con los regímenes de temperatura y precipitación que experimentan, por lo que a menudo se les considera termómetros naturales del planeta. A principios del siglo XXI, el avance de la teledetección por satélite y otras tecnologías de monitoreo ha llevado a registros de observación más detallados y continuos de las variaciones de la cobertura glaciar global, y, por lo tanto, la evidencia sólida de estos cambios ha ayudado a corroborar el calentamiento global correspondiente (Hugonnet et al., 2021).
"Los glaciares pueden considerarse barómetros climáticos porque son sensibles a la temperatura y, por lo tanto, son extremadamente útiles para observar el cambio climático", dijo el autor del folleto Mauri Pelto. Hay múltiples líneas de evidencia que demuestran que las recesiones glaciares desde mediados del siglo XX responden predominantemente al aumento de las temperaturas globales, especialmente en regiones montañosas (IPCC, 2021). Los glaciares también se consideran archivos naturales de la atmósfera antigua en la secuencia estratigráfica interna sobre la cual se puede recuperar información paleoclimática (mediante análisis isotópico, muestras de núcleos de hielo) (Wouters et al., 2019).

### Opinión científica
La opinión científica sobre el cambio climático es el juicio global entre científicos con respecto a la extensión en la que está ocurriendo el calentamiento global, sus causas y sus consecuencias probables. El consenso científico es que el sistema climático de la Tierra inequívocamente está en calentamiento y que es sumamente probable (es decir, con una probabilidad mayor al 0.05%) que este calentamiento sea predominantemente causado por los seres humanos. Es probable que esto surja principalmente del aumento de las concentraciones de gases de efecto invernadero en la atmósfera producto de la quema de combustibles fósiles y los cambios en los usos del suelo, parcialmente compensado por el aumento de los aerosoles causado por el hombre; los cambios naturales tuvieron poco efecto.
Esta opinión científica está expresada en informes de síntesis, por cuerpos científicos de prestigio nacionales e internacionales y por encuestas de opinión entre científicos del clima. Científicos, universidades y los laboratorios individuales contribuyen a la opinión científica global a través de sus publicaciones revisadas por pares, y las áreas del acuerdo colectivo y certeza relativa son resumidas en los informes y encuestas. Desde 2004, se han llevado a cabo al menos 9 encuestas a científicos y metaestudios de artículos académicos sobre el calentamiento global. Pese a que hasta el 18 % de los científicos encuestados puede disentir de la opinión consensuada, cuando se restringe a los científicos que publican en el campo del clima, el 97 % al 100 % está de acuerdo con el consenso: el actual calentamiento es principalmente antrópico (causado por el ser humano). En 2021 se publicó una nueva investigación realizada a 88 125 estudios científicos revisados por pares relacionados con el clima, de los cuales 99.9 % de los artículos coinciden en que el cambio climático es causado principalmente por los seres humanos.
Las academias y sociedades científicas nacionales e internacionales han evaluado la opinión científica actual sobre el calentamiento global. Estas evaluaciones son compatibles globalmente con las conclusiones del Grupo Intergubernamental de Expertos sobre el Cambio Climático. El Cuarto Informe de Evaluación del IPCC señala que:
- El calentamiento del sistema climático es inequívoco, como se evidencia en el aumento de las temperaturas medias globales del aire y océano, el derretimiento generalizado de la nieve y el hielo, que tiene como consecuencias el ascenso global medio del nivel del mar.[199]
- La mayor parte del calentamiento global desde mediados del siglo XX probablemente debido a actividades humanas.[200]
- Los beneficios y costos del cambio climático para la sociedad variará ampliamente según la ubicación y escala.[201] Algunos de los efectos en regiones templadas y polares serán positivos y los demás serán negativos. En general, es más probable que los efectos netos sean fuertemente negativos con un calentamiento mayor o más rápido.
- La gama de evidencia publicada indica que es probable que los costos netos de los daños del cambio climático sean significativos y aumenten con el tiempo.[202]

- La resiliencia de muchos ecosistemas probablemente sean superados en este siglo por una combinación sin precedentes de cambio climático, perturbaciones asociadas (p. ej. inundaciones, sequía, incendios forestales, insectos y acidificación del océano) y otras fuerzas de cambio global (por ejemplo, cambio de uso del suelo, contaminación, fragmentación de los sistemas naturales, sobreexplotación de recursos).[203]

En 2018, el IPCC publicó un Informe especial sobre el calentamiento global de 1.5 °C que advirtió que, si la tasa actual de emisiones de gases de efecto invernadero no se mitiga, es probable que el calentamiento global alcance 1.5 °C (2.7 °F) entre 2030 y 2052, arriesgando grandes crisis. El informe dice que prevenir tales crisis requerirá una rápida transformación de la economía global que «no tiene precedentes históricos documentados». En 2022, un nuevo informe del IPCC titulado Cambio climático 2022: Impactos, adaptación y vulnerabilidad hace énfasis en «adoptar con urgencia medidas para hacer frente a los crecientes riesgos», sosteniendo que nos enfrentamos a un calentamiento de 1.5 °C en las próximas dos décadas, lo cual generará «impactos graves adicionales, algunos de los cuales serán irreversibles».
Las academias nacionales de ciencia han hecho un llamado a los líderes mundiales a crear políticas que reduzcan las emisiones globales. Algunos organismos científicos han recomendado políticas concretas a gobiernos y la ciencia puede cumplir una función en informar una respuesta eficaz al cambio climático. Las decisiones políticas, no obstante, pueden requerir juicios de valor así que no están incluidas en la opinión científica.

### Activismo
Son numerosas las manifestaciones públicas en todo el mundo respecto al cambio climático y gran parte de los movimientos ecologistas contemplan este problema como el principal y más grave de los problemas ambientales, siendo uno de los puntos principales para la investigación y movilización de los ciudadanos. En 2023, una de cada dos personas vivía en zonas y contextos altamente vulnerables al cambio climático.
Desde verano de 2018, el movimiento Fridays for Future, encabezado por la joven Greta Thunberg, quien inició sus protestas manifestándose diariamente frente al parlamento sueco para que se tomaran medidas políticas, se ha ido extendiendo a nivel global.
El movimiento ha promovido huelgas estudiantiles y movilizaciones a nivel internacional entre las que destacan la huelga por el clima, que se celebró el 15 de marzo de 2019 y que fue seguida en 58 ciudades españolas, la Segunda huelga global por el clima que se celebró el 24 de mayo de 2019 y la Semana global por el clima que se celebró entre el 20 y el 27 de septiembre de 2019.

### Adaptación humana
El cambio climático está causando graves daños a los sistemas naturales y sociales, así como impactos significativos en la salud humana. Entre los efectos directos del calentamiento global se encuentra el aumento de las temperaturas superficiales y la mayor frecuencia, duración, intensidad y severidad de las olas de calor. Sin embargo, la comprensión del proceso de adaptación de la población expuesta sigue siendo limitada, lo que dificulta la estimación precisa de la morbilidad y mortalidad relacionadas con el calor.
En este contexto, un estudio propone un marco conceptual para facilitar la comprensión y organización del conocimiento sobre la adaptación humana al calor y los factores que pueden influir en este proceso. Este marco se basa en cinco componentes principales: el cambio climático, la vulnerabilidad, los riesgos para la salud relacionados con el calor, los ejes de desigualdad y los resultados en salud. Asimismo, se establecen tres dominios de adaptación al calor (fisiológico, cultural y político), dos niveles (individual y social) y se destaca la importancia del contexto preexistente antes de un evento de calor.
La aplicación de este marco conceptual facilita la labor de los responsables de la toma de decisiones en la planificación e implementación de medidas de adaptación efectivas. Se reconoce que la adaptación al calor debe abordarse como un problema de salud pública que requiere soluciones políticas y cambios sociales, así como un enfoque multidisciplinario que fomente la colaboración entre diversos actores para proponer medidas eficaces que mitiguen los impactos del aumento de la temperatura.
El Panel Intergubernamental sobre Cambio Climático (IPCC) define la adaptación como el proceso de ajuste al clima actual o esperado y sus efectos, con el objetivo de moderar los daños o aprovechar oportunidades beneficiosas. Mientras que en los sistemas naturales la adaptación implica un ajuste al clima existente, en los sistemas humanos la intervención puede facilitar la adaptación a los cambios climáticos previstos. De manera similar, la capacidad adaptativa se define como la habilidad de los sistemas, instituciones y personas para ajustarse a daños potenciales, aprovechar oportunidades o responder a las consecuencias del cambio climático (IPCC, 2022a).
Desde un enfoque epidemiológico, la adaptación al calor se centra en respuestas a nivel poblacional destinadas a mitigar los impactos en la salud provocados por eventos extremos de calor, priorizando estrategias colectivas sobre ajustes individuales (Petkova et al., 2014). Existen diferentes estrategias de adaptación climática, entre las que se incluyen aquellas enfocadas en la salud y el bienestar, la seguridad económica y humana, la agricultura y la subsistencia, la infraestructura y el entorno construido, así como los impactos socioculturales (Turek-Hankins et al.). La adaptación en el ámbito de la salud implica el desarrollo, implementación y evaluación de estrategias y programas dirigidos a gestionar los riesgos asociados con los efectos del cambio climático en la salud. Estas estrategias pueden surgir de manera espontánea o ser planificadas con el fin de reducir el impacto sanitario del cambio climático, como el fortalecimiento de los sistemas de salud para enfrentar eventos climáticos extremos (UNEP, 2018).

## Soluciones para mitigar el cambio climático
El cambio climático y la pérdida de la biodiversidad se han posicionado como unos de los temas de mayor importancia para la opinión pública, como lo evidencia la encuesta The World 2030 realizada por la Unesco en 2020, según la cual el 67 % de los encuestados en Norteamérica, Europa Occidental, Europa Oriental, América Latina, Asia, Estados Árabes y África subsahariana manifestaron que estos son los mayores desafíos en la actualidad. Frente a esta preocupación cada vez mayor de la opinión pública mundial, los gobiernos, las empresas y las organizaciones no gubernamentales han avanzado en la implementación de soluciones para mitigar el cambio climático. Una de estas soluciones innovadoras ha sido impulsada por el gobierno de Noruega en el proyecto a gran escala de captura y almacenamiento de carbono (en inglés: Carbon capture and storage o CSS) y consiste en bombear millones de toneladas de CO2 por debajo del mar del norte. Esta solución se implementará en Noruega a través del proyecto Northern Lights ejecutado por las empresas petroleras Equinor, Total y Shell. De acuerdo con la Agencia Internacional de la Energía (en inglés: International Energy Agency o IEA), en 2024 Northern Lights será la primera red de infraestructura de transporte y almacenamiento de CO2. Ofrecerá a las empresas de toda Europa la oportunidad de almacenar su CO2 de forma segura y permanente en las profundidades del lecho marino de Noruega. La compañía está construyendo dos transportadores de CO2 dedicados y enviará el CO2 capturado a una terminal terrestre en la costa oeste de Noruega y, desde allí, lo transportará por tubería a un lugar de almacenamiento subterráneo en alta mar en el Mar del Norte. La primera fase del proyecto se completará a mediados de 2024 con una capacidad de hasta 1.5 millones de toneladas de CO2 al año. La ambición es ampliar la capacidad en 3.5 millones de toneladas adicionales hasta un total de 5 millones de toneladas, dependiendo de la demanda del mercado. Ambas fases ofrecerán flexibilidad para recibir CO2 de fuentes europeas

### Acción para el empoderamiento climático
La Acción para el Empoderamiento Climático (ACE, por sus siglas en inglés) es una iniciativa promovida por la Convención Marco de las Naciones Unidas sobre el Cambio Climático (CMNUCC) que busca integrar la educación y la sensibilización pública en la lucha contra el cambio climático. Tanto el artículo 6 de la CMNUCC como el artículo 12 del Acuerdo de París reconocen a la ACE como un paso decisivo para fortalecer la resiliencia de los países ante el cambio climático. Su enfoque transversal involucra a todos los niveles de la sociedad en la creación y apoyo de acciones climáticas necesarias para cumplir con los compromisos adquiridos en las Contribuciones Determinadas a Nivel Nacional (NDC).
El principal objetivo de ACE es promover el surgimiento de una ciudadanía consciente, activa y corresponsable, capaz de contribuir a las transiciones ecológicas y sociales urgentes. Para lograrlo, ACE se basa en seis áreas clave: educación, sensibilización, capacitación, participación pública, acceso a la información y cooperación. Estas áreas buscan dotar a la población de los conocimientos y habilidades necesarios para enfrentar el cambio climático de manera efectiva.
A nivel mundial, la inclusión de la educación en las estrategias climáticas nacionales ha sido limitada. Solo el 24 % de las Contribuciones Determinadas a Nivel Nacional (NDC, por sus siglas en inglés) menciona el papel de la educación en la agenda climática, mientras que únicamente el 21 % menciona específicamente a la educación sobre cambio climático. En América Latina y el Caribe, menos del 10 % de las NDC priorizan el sector educativo como parte de sus estrategias de adaptación al cambio climático. Esta falta de integración refleja una de las principales barreras para la implementación efectiva de la ACE, ya que no se ha asignado el financiamiento necesario para llevar a cabo estas estrategias a nivel nacional.
En los últimos años, la educación y el cambio climático han ganado más relevancia en la agenda climática global, especialmente en las conferencias anuales de las Partes sobre el Cambio Climático (COP). Iniciativas como la Alianza para una Educación Ecológica, coordinada por la UNESCO, buscan que los estudiantes adquieran los conocimientos, valores y habilidades necesarios para enfrentar los desafíos climáticos y promover el desarrollo sostenible.

### Políticas climáticas
Las políticas climáticas son fundamentales en la lucha contra el cambio climático, ya que buscan tanto la mitigación de las emisiones de gases de efecto invernadero como la adaptación a sus efectos. Estas políticas incluyen una amplia gama de medidas, desde la implementación de impuestos al carbono y la regulación de combustibles fósiles hasta incentivos de mercado que promueven la innovación y el cambio de comportamiento en sectores clave. Sin embargo, el impacto de estas políticas no se limita únicamente al ámbito ambiental, sino que también tiene importantes repercusiones económicas y sociales.
El diseño e implementación de políticas climáticas han sido motivo de debate, particularmente por su impacto en los sectores de menores ingresos y en el desarrollo económico de los países. En ocasiones, las medidas fiscales como los impuestos al carbono pueden tener un efecto regresivo, afectando de manera desproporcionada a los más vulnerables. Por ello, es crucial que las políticas climáticas consideren compensaciones que mitiguen estos efectos negativos y promuevan una transición justa, que garantice que la lucha contra el cambio climático no deje atrás a las comunidades más desfavorecidas.
Históricamente, las políticas climáticas comenzaron a desarrollarse en los países industrializados en la década de 1950, con un enfoque inicial en la regulación ambiental. En América Latina y el Caribe, durante las décadas de 1980 y 1990, se crearon Ministerios de Medio Ambiente, aunque la implementación de políticas ambientales a menudo generaba tensiones con intereses económicos privados y era vista como un obstáculo para el crecimiento económico. A pesar de estos desafíos, hoy en día se reconoce la importancia de integrar las políticas climáticas en los planes de desarrollo sostenible de la región.
En Europa, países como Francia y España han liderado el camino hacia la transición ecológica, transformando sus Ministerios de Medio Ambiente en Ministerios de Transición Ecológica, con un enfoque en la descarbonización de la economía. A pesar de los compromisos asumidos en el Acuerdo de París a través de las Contribuciones Determinadas a Nivel Nacional (NDC), informes como el de Climate Action Tracker (CAT) señalan que los esfuerzos actuales no son suficientes para limitar el calentamiento global. Esto resalta la necesidad de una mayor coordinación entre los ministerios clave, como los de Finanzas, Planificación y Medio Ambiente, para desarrollar estrategias de inversión alineadas con los objetivos climáticos.
Otro aspecto crucial de las políticas climáticas es el concepto de una transición justa, cuyo objetivo es garantizar que las acciones para reducir las emisiones no afecten de manera desigual a las comunidades más vulnerables. Este enfoque, que integra principios de justicia social y equidad, es fundamental para que las políticas climáticas sean no solo eficaces, sino también viables socialmente. En este sentido, un número creciente de países está adoptando marcos de transición justa, que establecen principios y mandatos sociales para guiar la acción climática.
El papel de la juventud en la política climática es cada vez más importante. En América Latina y el Caribe, los jóvenes han mostrado un alto compromiso con la protección del medio ambiente, participando activamente en actividades para reducir el consumo de energía y promover productos sostenibles. Sin embargo, muchos de ellos sienten que tienen poca influencia en la formulación de políticas públicas sobre el cambio climático, a pesar de que sus acciones serán decisivas para las generaciones futuras.
Para garantizar una descarbonización efectiva y justa, las políticas climáticas deben abordar varios frentes simultáneamente:
1. Planificación de un futuro con cero emisiones netas, estableciendo objetivos claros de reducción de emisiones.
2. Precios correctos, eliminando subsidios a los combustibles fósiles y aplicando impuestos al carbono.
3. Facilitar las transiciones sectoriales, promoviendo la innovación en sectores clave como energía, transporte y agricultura.
4. Garantizar el flujo de financiamiento para inversiones sostenibles que apoyen la transición energética.
5. Asegurar una transición justa, integrando la justicia social y la equidad en la toma de decisiones climáticas.

Por tanto, las políticas climáticas son esenciales para lograr una transición hacia un futuro sostenible y bajo en carbono. Estas políticas no solo deben enfocarse en la mitigación de las emisiones, sino también en garantizar que sus efectos económicos y sociales sean equitativos y justos. Solo a través de un enfoque integral que combine la acción climática con la equidad social se podrá enfrentar el desafío del cambio climático de manera efectiva y sostenible.

### Planes nacionales de adaptación
Los Planes Nacionales de Adaptación (PNA) son herramientas de planificación que permiten a los países identificar los riesgos asociados al cambio climático y priorizar las medidas necesarias para enfrentarlos. Estos instrumentos son fundamentales para integrar estrategias de resiliencia a largo plazo dentro de los planes de desarrollo nacional y recuperación económica, asegurando una respuesta más efectiva frente a los impactos climáticos.
El desarrollo de los PNA se enmarca en las disposiciones del Acuerdo de París, que destaca la importancia de acelerar las respuestas nacionales a los riesgos crecientes. Según el Informe sobre la Brecha de Adaptación (2022) del Programa de las Naciones Unidas para el Medio Ambiente (PNUMA), aunque se han realizado progresos significativos en la planificación y aplicación de la adaptación, estos avances no están al nivel requerido por el aumento de los riesgos climáticos. Las barreras para la implementación efectiva incluyen limitaciones técnicas, financieras y de capacidad institucional, lo que subraya la necesidad de fortalecer el apoyo internacional y nacional para estos procesos.
Los PNA no solo buscan mitigar los riesgos actuales, sino también promover una adaptación que integre la sostenibilidad en el desarrollo a largo plazo. Estos planes deben ser diseñados de manera integral, abarcando todos los sectores económicos y sociales, y considerando tanto las necesidades locales como las prioridades nacionales. Entre las medidas clave se incluyen la reducción de la vulnerabilidad ante fenómenos climáticos extremos, como inundaciones y sequías, y la incorporación de infraestructura resiliente a los impactos del cambio climático.
Además, los PNA son una evolución de los Planes de Acción Nacional de Adaptación (PANA), que inicialmente se diseñaron para abordar necesidades urgentes de los países menos desarrollados. Los PNA, en cambio, proporcionan un marco estratégico que permite a los países integrar de manera sistemática la adaptación al cambio climático dentro de sus estrategias de desarrollo nacional y regional. Este enfoque busca no solo reducir riesgos a corto plazo, sino también garantizar una resiliencia sostenible mediante mecanismos de monitoreo, evaluación y ajustes periódicos.
La implementación de los PNA también representa una oportunidad para fomentar la cooperación internacional y local, asegurando que los territorios y comunidades vulnerables participen activamente en la planificación y aplicación de medidas adaptativas. De esta manera, los PNA contribuyen a construir sociedades más resilientes frente a los desafíos crecientes del cambio climático.

## Clima de planetas vecinos
Como se ha dicho, el dióxido de carbono cumple un papel regulador fundamental en nuestro planeta. Sin embargo, el CO2 no puede conjugar cualquier desvío e incluso a veces puede fomentar un efecto invernadero desbocado mediante un proceso de retroalimentación.
- Venus tiene una atmósfera cuya presión es 94 veces la terrestre, y está compuesta en un 97 % de CO2. La inexistencia de agua impidió la extracción del anhídrido carbónico de la atmósfera, este se acumuló y provocó un efecto invernadero intenso que aumentó la temperatura superficial hasta 465 °C, capaz de fundir el plomo. Probablemente la menor distancia al Sol haya sido determinante para sentenciar al planeta a sus condiciones infernales que vive en la actualidad. Hay que recordar que pequeños cambios pueden desencadenar un mecanismo retroalimentador y si este es suficientemente poderoso se puede llegar a descontrolar dominando por encima de todos los demás factores hasta dar unas condiciones extremas como las de Venus, toda una advertencia sobre el posible futuro que podría depararle a la Tierra.
- Marte tiene una atmósfera con una presión de solo seis hectopascales y aunque está compuesta en un 96 % de CO2, el efecto invernadero es escaso y no puede impedir ni una oscilación diurna del orden de 55 °C en la temperatura, ni las bajas temperaturas superficiales que alcanzan mínimas de –86 °C en latitudes medias. Pero parece ser que en el pasado gozó de mejores condiciones, llegando a correr el agua por su superficie como demuestran la multitud de canales y valles de erosión. Pero ello fue debido a una mayor concentración de dióxido de carbono en su atmósfera. El gas provendría de las emanaciones de los grandes volcanes marcianos que provocarían un proceso de desgasificación semejante al acaecido en nuestro planeta. La diferencia sustancial es que el diámetro de Marte mide la mitad que el terrestre. Esto quiere decir que el calor interno era mucho menor y se enfrió hace ya mucho tiempo. Sin actividad volcánica Marte estaba condenado y el CO2 se fue escapando de la atmósfera con facilidad, dado que además tiene menos gravedad que en la Tierra, lo que facilita el proceso. También es posible que algún proceso de tipo mineral absorbiera el CO2 y al no verse compensado por las emanaciones volcánicas provocara su disminución drástica. Como consecuencia el planeta se enfrió progresivamente hasta congelar el poco CO2 en los actuales casquetes polares)

## Materia multidisciplinar
En el estudio del cambio climático se ha caracterizado por un enfoque predominante de las Ciencias Naturales: Meteorología, Física, Química, Astronomía, Geografía, Geología y Biología. Pero dado que el cambio climático es una redistribución que altera el entorno natural y social su estudio en los últimos años se ha constituido como un campo multidisciplinar. Las consecuencias de comprender o no plenamente las cuestiones relativas al cambio climático tienen profundas influencias sobre la subsistencia de la sociedad humana debiendo abordarse estas desde distintos puntos de vista como el económico, político, histórico, sociológico, antropológico, literario, entre otros. De esta manera, el estudio desde diversas disciplinas propende por generar estrategias plurales para mitigar y adaptarse a este fenómeno ambiental.

## Educación sobre el cambio climático
La educación sobre el cambio climático (ECC) es una disciplina educativa enfocada en desarrollar respuestas efectivas al cambio climático. Su objetivo es que los estudiantes comprendan las causas y consecuencias de este fenómeno, preparándolos para enfrentar sus impactos y capacitándolos para adoptar estilos de vida más sostenibles. Además de promover la alfabetización climática, la ECC impulsa un cambio de mentalidad hacia la mitigación del cambio climático.
El cambio climático y la educación sobre este tema son desafíos globales que pueden integrarse en los currículos escolares, ofreciendo un aprendizaje contextualizado que fomente una comprensión profunda de las diversas estrategias para abordar este fenómeno.